# Rebecca Marino
Rebecca Marino (Toronto, 16 de dezembro de 1990) é uma tenista profissional canadense. Seu melhor ranking como profissional foi a 38ª colocação alcançada em 2011, quando fez sua única final na WTA, ficando com o vice em Memphis, EUA. Em fevereiro de 2013, ela decidiu interromper a carreira por tempo indeterminado para se tratar de depressão. Mas melhorar e, quase cinco anos depois, voltou ao circuito em 2018.

## Titulos

### Simples (3–5)
| $100,000 torneios |
| $75,000 torneios  |
| $50,000 torneios  |
| $25,000 torneios  |
| $10,000 torneios  |

| Posição | N. | Data                   | Torneio               | Piso | Oponente           | Placar        |
| Vice    | 1. | 25 de Maio de 2008     | Landisville, E.U.A.   | Duro | Kristie Ahn        | 3-6, 6-2, 3-6 |
| Vice    | 2. | 17 de Agosto de 2008   | Londres, Grã-Bretanha | Duro | Anna Smith         | 3-6, 6-3, 5-7 |
| Campeã  | 3. | 24 de Agosto de 2008   | Trecastagni, Itália   | Duro | Alice Moroni       | 6–2, 6-2      |
| Vice    | 4. | 22 de Março de 2009    | Tenerife, Espanha     | Duro | Elena Bovina       | 2-6, 4-6      |
| Vice    | 5. | 5 de Julho de 2009     | Boston, E.U.A.        | Duro | Michaella Krajicek | 3-6, 4-6      |
| Vice    | 6. | 10 de Abril de 2010    | Torhout, Belgica      | Duro | Mona Barthel       | 6-2, 4-6, 2-6 |
| Campeã  | 7. | 25 de Setembro de 2010 | Saguenay, Canada      | Duro | Alison Riske       | 6-4, 6-7, 7-6 |
| Campeã  | 8. | 10 de Outubro de 2010  | Kansas City, E.U.A.   | Duro | Edina Gallovits    | 6-7, 6-0, 6-2 |

### Duplas (2–5)
| $100,000 torneios |
| $75,000 torneios  |
| $50,000 torneios  |
| $25,000 torneios  |
| $10,000 torneios  |

| Posição | N. | Data                   | Torneio              | Piso | Parceira         | Oponentes                                 | Placar         |
| Vice    | 1. | 26 de Abril de 2008    | Toluca, México       | Duro | Lena Litvak      | Augustina Lepore Frederica Piedade        | 4-6, 2-6       |
| Campeã  | 2. | 27 de Julho de 2008    | Evansville, E.U.A.   | Duro | Ellah Nze        | Courtney Dolehide Kirsten Flower          | 7-5, 6-3       |
| Campeã  | 3. | 12 de Outubro de 2008  | Southlake, E.U.A.    | Duro | Beatrice Capra   | Mary Gambale Elizabeth Lumpkin            | 3-6, 6-4, 10-6 |
| Vice    | 4. | 7 de Fevereiro de 2009 | Sutton, Grã-Bretanha | Duro | Katie O'Brien    | Raquel Kops-Jones Renata Voracova         | 3-6, 3-6       |
| Vice    | 5. | 27 de Setembro de 2009 | Saguenay, Canada     | Duro | Stéphanie Dubois | Sofia Arvidsson Séverine Brémond Beltrame | 3-6, 1-6       |
| Vice    | 6. | 14 de Maio de 2010     | Caserta, Itália      | Duro | Nicole Clerico   | Ekaterina Dzehalevich Irena Pavlovic      | 3-6, 3-6       |
| Vice    | 7. | 25 de Setembro de 2010 | Saguenay, Canada     | Duro | Heidi El Tabakh  | Jorgelina Cravero Stéphanie Foretz Gacon  | 3-6, 4-6       |